# Rick Parfitt
Rick Parfitt (Woking, Surrey, Reino Unido12 de octubre de 1948, -Marbella, España, 24 de diciembre de 2016) fue un músico y compositor británico, conocido por ser guitarrista rítmico y vocalista de la banda de rock Status Quo, desde su entrada en 1967 hasta meses antes de su fallecimiento. Además, fue uno de los principales escritores del grupo, y junto a Francis Rossi, fue uno de los únicos miembros que participó en todas las grabaciones de estudio hasta 2016. En adición a ello, sus compañeros de la banda lo apodaron The Womorr, «the wild old man of rock and roll», lo que al español es «el salvaje viejo del rock and roll».
Además, en el 2010 y junto a su compañero Francis Rossi fueron condecorados como Oficiales de la Orden del Imperio Británico, por sus servicios a la música y a la caridad.

## Biografía

### Carrera
Sus primeros pasos en la música los dio en la Escuela Goldsworth de Woking, donde y junto a dos de sus amigos fundó el power trio The Highlights en 1964. Al año siguiente, en el campamento de verano Butlins en la ciudad costera de Minehead, conoció al guitarrista Francis Rossi que tocaba en The Spectres. A pesar de poseer gustos similares, recién en 1967 decidió unirse a la banda, que al poco tiempo de su llegada cambió su nombre a Status Quo.
Junto a Rossi, son los únicos músicos que han participado en todas las producciones de estudio de la banda, desde el disco debut Picturesque Matchstickable Messages from the Status Quo. Además de ser el guitarrista rítmico y vocalista, es uno de los principales escritores de las canciones, y en ciertos álbumes también cumplió la labor de teclista.
Con el pasar de los años, ha colaborado como artista invitado en algunas producciones y conciertos en vivo de otros músicos. Entre ellos, en el 2009 coescribió con Rolf Harris el sencillo «Christmas in the Sun», que apareció en el disco It's Christmas Time del músico australiano.

### Vida personal
Parfitt se ha casado en tres ocasiones, la primera de ellas fue con Marietta Boeker a principios de los setenta. De este matrimonio nacieron sus dos primeros hijos; Heidi Marie Elizabeth Parfitt, que falleció con tan solo dos años de vida luego de ahogarse en la piscina familiar, y Richard Parfitt, que también es músico y que se presenta como Rick Parfitt Jnr. Luego de divorciarse de Boeker, se casó con Patty —una novia que tuvo durante la adolescencia— de la relación nació Harry en 1989. En agosto de 2006 contrajo matrimonio por tercera vez, con la instructora de fitness de cuarenta y seis años, Lyndsey Whitburn, en una ceremonia celebrada en Gibraltar. Dos años más tarde Rick y Lyndsey tuvieron gemelos, una niña llamada Lily Rose y un niño de nombre Tommy Oswald. Hasta su fallecimiento la pareja residió en España y en ocasiones, en el suroeste de Londres.

### Problemas de salud
Desde mediados de los noventa, ha sufrido serios problemas de salud como consecuencia de años de abuso de drogas, tabaco y alcohol. En 1997 y luego de sufrir un ataque al corazón, se le introdujo un cuádruple baipás coronario, y además los doctores le recomendaron que cambiara su estilo de vida, aunque hizo caso omiso. En el 2005 y luego de algunos exámenes rutinarios, se le diagnosticó un cáncer a la garganta benigno. En diciembre de 2011, volvió a sufrir un ataque al corazón, que lo obligó a intervenirse quirúrgicamente al día siguiente.
El 1 de agosto de 2014 mientras estaba de gira con Status Quo por Europa, fue hospitalizado de urgencia en Pula, Croacia, que provocó la cancelación de seis conciertos. Días más tarde se supo que había sufrido otro ataque al corazón y que había sido operado nuevamente, donde le colocaron un stent. En el mismo año en una entrevista a Daily Mail, Parfitt confirmó que había dejado de fumar y beber por primera vez, después de cincuenta años.
El martes 14 de junio de 2016, después de actuar en Antalya, Turquía, sufrió un grave ataque al corazón cuando ya se encontraba en el hotel. Parfitt recibió los primeros auxilios en el propio hotel y posteriormente fue ingresado a un hospital, donde se le reanimó para trasladarlo posteriormente al hospital privado Anadolu. De acuerdo a los propios médicos, el ataque al corazón fue tan grave que Parfitt estuvo clínicamente muerto por algunos minutos. Debido a su seria condición de salud, la banda y los médicos tratantes decidieron excluir a Parfitt de todos los siguientes conciertos, siendo reemplazado por Freddie Edwards —hijo del bajista John Edwards— para dichas fechas. Con todos los antecedentes de sus problemas de salud, Parfitt inició un estricto tratamiento que incluyó la colocación de un desfibrilador en su pecho y la cancelación de todas sus presentaciones de 2016 con Status Quo.

## Fallecimiento
El 24 de diciembre de 2016 su familia y el mánager de la banda Simon Porter informaron que Parfitt falleció en Marbella, España, a los 68 años de edad. Según el comunicado oficial, murió en un hospital de la ciudad española como consecuencia de una grave infección después de haber ingresado al recinto días antes por una herida en su hombro. La trágica noticia llegó en un momento en que estaba entusiasmado para iniciar una carrera como solista y publicar una autobiografía en 2017.

## Discografía
Para la discografía con Status Quo véase, Anexo:Discografía de Status Quo